# Legge di conservazione del numero barionico
In fisica delle particelle la legge di conservazione del numero barionico stabilisce che quando nelle reazioni subnucleari viene prodotto un certo numero di barioni, simultaneamente si crea un eguale numero di antibarioni.

## Origine
Per descrivere matematicamente questo fenomeno, è stato introdotto un nuovo numero quantico: il numero barionico, una variabile, indicata convenzionalmente con la lettera B. Si assegna a B il valore +1 se la particella considerata è un barione e il valore -1 se la particella considerata è un antibarione. Tenuto conto della struttura dei nucleoni, ai quark si assegna, di conseguenza, al numero barionico il valore +1/3 mentre agli antiquark viene assegnato -1/3. Tutte le altre particelle hanno numero barionico nullo.
Gli esperimenti dimostrano che il numero barionico si conserva in tutti i decadimenti e le reazioni fra particelle finora osservate. Una conseguenza immediata della conservazione del numero barionico è che anche il numero totale di quark meno quello degli antiquark coinvolti in una reazione si conserva.

## Violazioni
Nel Modello Standard è possibile violare la legge di conservazione del numero barionico per via dell'anomalia chirale.

Il decadimento del protone, finora mai osservato, viola la conservazione del numero barionico

In alcune estensioni del modello standard la conservazione del numero barionico non è richiesta. Eliminando questa legge di conservazione uno dei possibili effetti sarebbe il decadimento del protone in particelle più leggere in un processo che, quindi, è favorito dal punto di vista energetico:
{\displaystyle p\rightarrow \pi ^{0}+e^{+}}
L'osservazione di questo decadimento, anche se permesso, presenta comunque altre difficoltà: le stime del tempo di vita media del protone forniscono come risultato un limite minimo di 1033 anni che è superiore all'età dell'universo. Un tale fenomeno si potrebbe, quindi, osservare, in un anno se si osservasse un campione composto da circa 1033 protoni.